# Johann Jakob Vogel (Historiker)

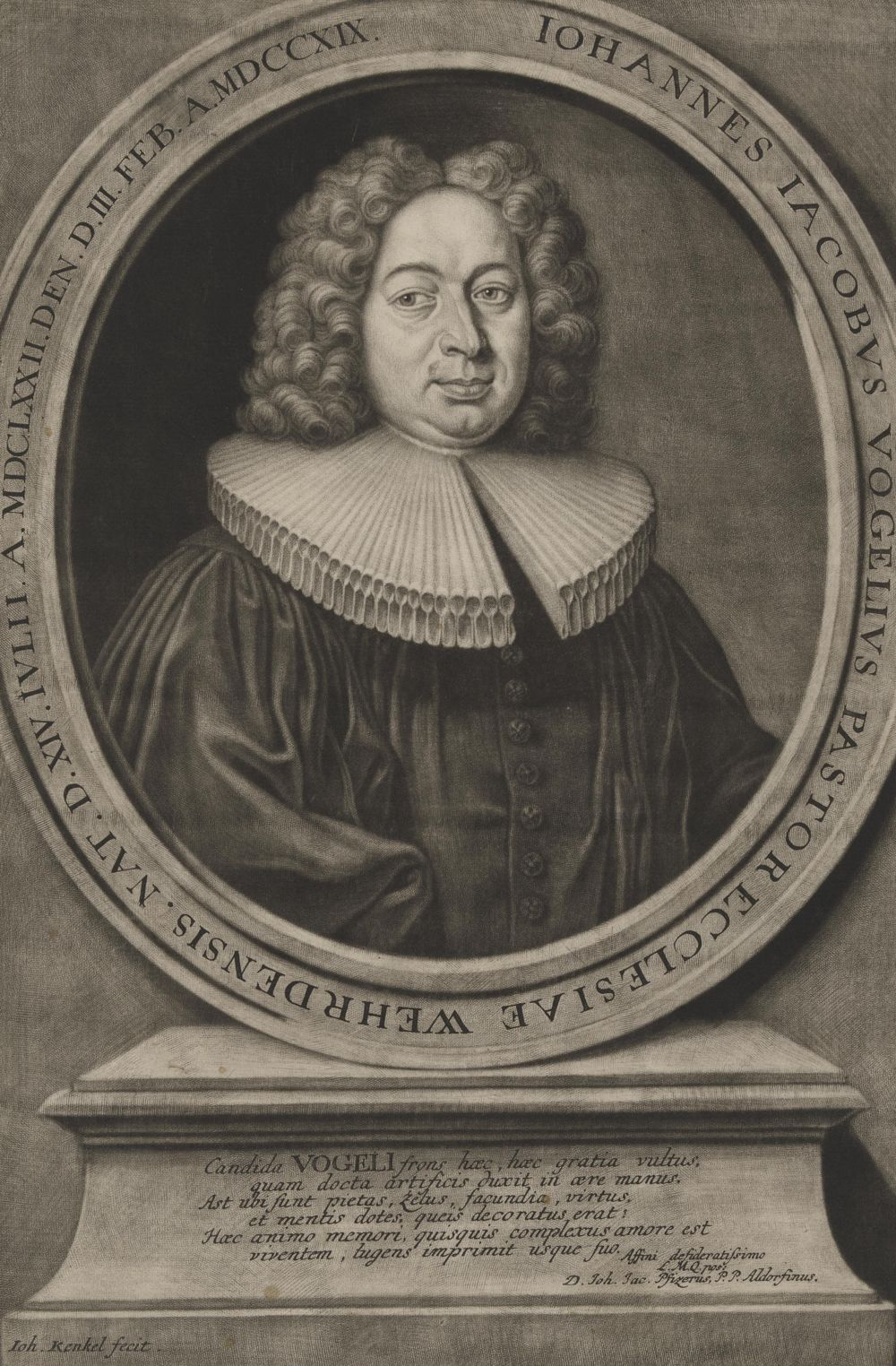
Johann Jacob Vogel (um 1720)

Johann Jacob Vogel, auch Johann Jakob, (* 4. Mai 1660 in Leipzig; † 16. Juli 1729 in Panitzsch) war ein deutscher Theologe und Historiker.

## Leben und Werk

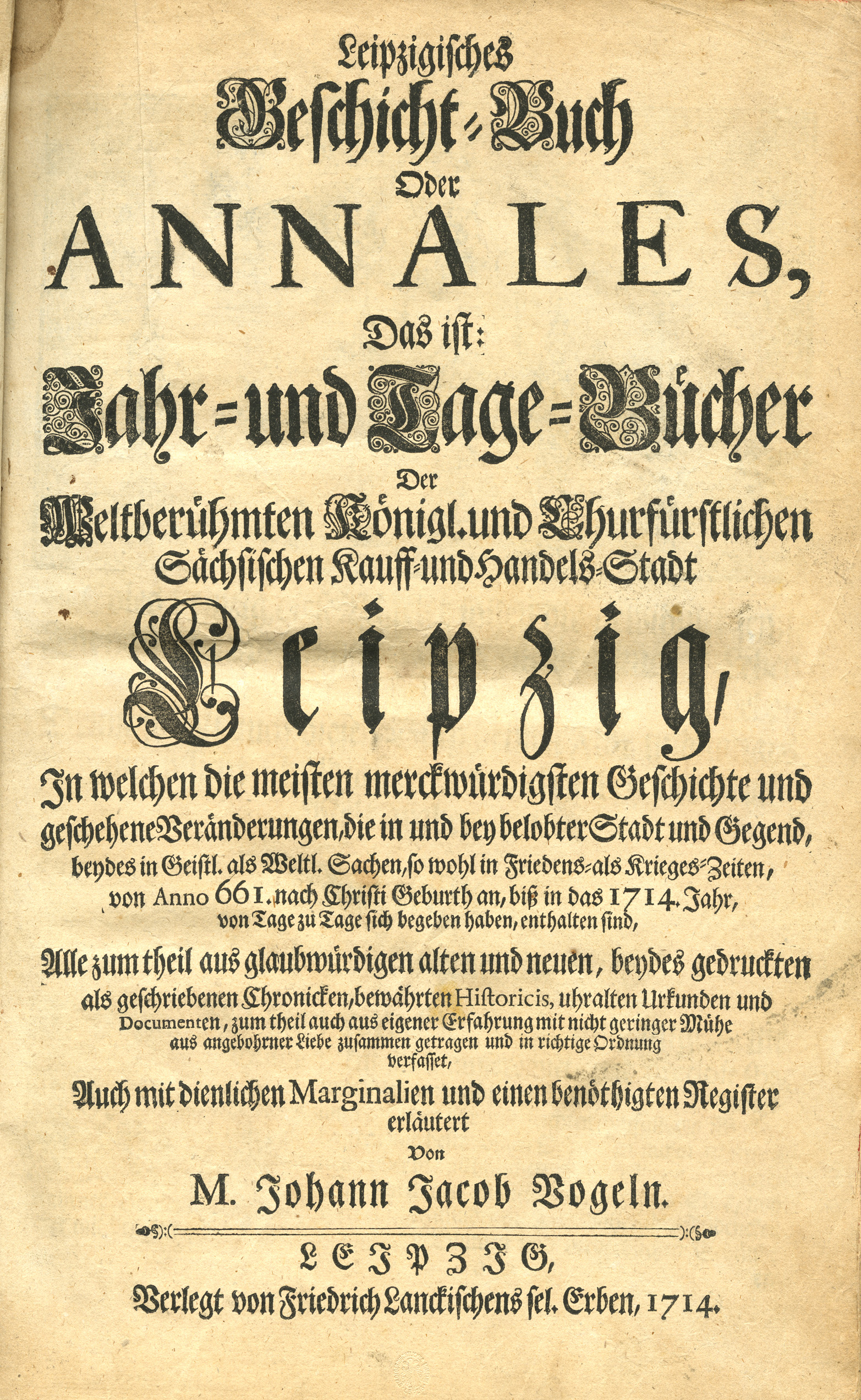
Titelseite von Johann Jacob Vogels Leipzigisches Geschicht-Buch Oder Annales, Leipzig 1714

Vogel wurde 1660 als Sohn des Leipziger Kaufmanns Nicolaus Vogel geboren. Nachdem er zunächst privat unterrichtet worden war, besuchte er ab 1671 die Nikolaischule seiner Heimatstadt. Von 1678 an studierte er an der Leipziger Universität zunächst Medizin, wandte sich aber bald darauf der Theologie und Philosophie zu. 1680 war er Baccalaureus und im nächsten Jahr Magister der Philosophie. Seine Disputationsschrift De Insignibus Lipsiae über das Leipziger Stadtwappen wurde 1683 veröffentlicht, anschließend hielt er theologische Vorlesungen an der Leipziger Universität.
1686 erhielt er die Stelle des Diakons in Taucha bei Leipzig, 1697 übernahm er das Pfarramt an der Kirche Panitzsch, welches er bis zu seinem Tod bekleidete. Während dieser Zeit wurde die Panitzscher Kirche völlig umgebaut und im Stile des Barock gestaltet.
Neben seiner seelsorgerischen Tätigkeit befasste er sich intensiv mit geschichtlichen Forschungen über Leipzig, welche detailliert zunächst im um 1710 erschienenen Werk Leipzigisches Chronicon und später im Jahr 1714 veröffentlichten Leipzigisches Geschicht-Buch oder Annales ihren Niederschlag fanden. Das Chronicon war als äußerst ambitionierte und umfassende Leipziger Stadtgeschichte geplant, blieb aber nur fragmentarischer Natur. In letzterem Buch – aufgrund großen Erfolges 1756 in zweiter Auflage erschienen – wird die Geschichte Leipzigs und teilweise Sachsens in chronologischer Form ab dem Jahr 661 auf etwa 1100 Seiten ausführlich und mit Registern versehen dargestellt. Die Annales gelten bis heute als umfassendste chronologische Darstellung der Geschichte Leipzigs bis zum 18. Jahrhundert. Ein weiteres bekanntes Werk ist die Lebensbeschreibung des Ablasshändlers Johann Tetzel aus dem Jahr 1717. Zudem befasste sich Vogel intensiv mit genealogischen Forschungen zu Leipziger Familien und kirchlichen, universitären und städtischen Persönlichkeiten des 16. und 17. Jahrhunderts.
Der handschriftliche und gedruckte Nachlass Vogels befindet sich in der Universitätsbibliothek Leipzig, besondere Ausgaben der Annales, die durch unbekannte Hand mit bis zu 1000 zeitgenössischen und teilweise kolorierten Kupferstichen passend zu den jeweiligen Ereignissen ergänzt wurden, sind im Stadtgeschichtlichen Museum Leipzig (mehrbändig) und in der Universitätsbibliothek Leipzig nachweisbar.

## Schriften
- Disputatio Philologico-Historica De Insignibus Lipsiae. Michael, Leipzig 1683.
- Nützlicher Geschichts-Calender, Welcher Die Lebens-Beschreibungen der Leipziger Herren Superintendenten, Ingleichen unterschiedene Denckwürdige Begebenheiten, Die sich in Kirchen- und Religionssachen Von Anno 1539. biß 1698. in Leipzig begeben haben […]. Hülse, Leipzig 1698.
- Leipzigisches Chronicon, Das ist: Gruend- und ausfuehrliche Beschreibung der churfürstl. sächs. welt-bekandten Handels-Stadt Leipzig. Das erste Buch. Vom Ursprung und Bedeutung des Nahmens dieser Stadt, ingleichen in welchem Lande, in was vor einer Gegend, und unter welcher Elevation des Himmels, Leipzig gelegen. Leipzig um 1710.
- Leipzigisches Geschicht-Buch Oder Annales, Das ist: Jahr- und Tage-Bücher Der Weltberühmten Königl. und Churfürstlichen Sächsischen Kauff- und Handels-Stadt Leipzig : In welchen die meisten merckwürdigsten Geschichte und geschehene Veränderungen […] von Anno 661. nach Christi Geburth an, biß in das 1714. Jahr […] enthalten sind. Lanckinsch, Leipzig 1714 (Digitalisat).
- Leben Des Päbstlichen Gnaden-Predigers Oder Ablas-Crämers Johann Tetzels, Von Leipzig bürtig. Aus unterschiedenen Scribenten, Documenten und Mstis zusammen getragen, mit Historischer Feder entworffen, und zum Druck befördert. Braun, Leipzig 1717.